# 艾蘭萊克 (明尼蘇達州貝爾特拉米縣)
艾蘭萊克（英語：Island Lake）是位於美國明尼蘇達州貝爾特拉米縣的一個非建制地區。

## 歷史
艾蘭萊克的郵政局於1906年設立，其後於1922年停運。此地得名自附近的同名湖。

## 地理
艾蘭萊克所處的海拔為高於海平面409米（即1342英呎），而該地所採用的時區為UTC-6，即北美中部時區（CST）。同時該地設有夏令時間，為UTC-6調快一小時，即UTC-5（CDT）。